# Prostemmatinae

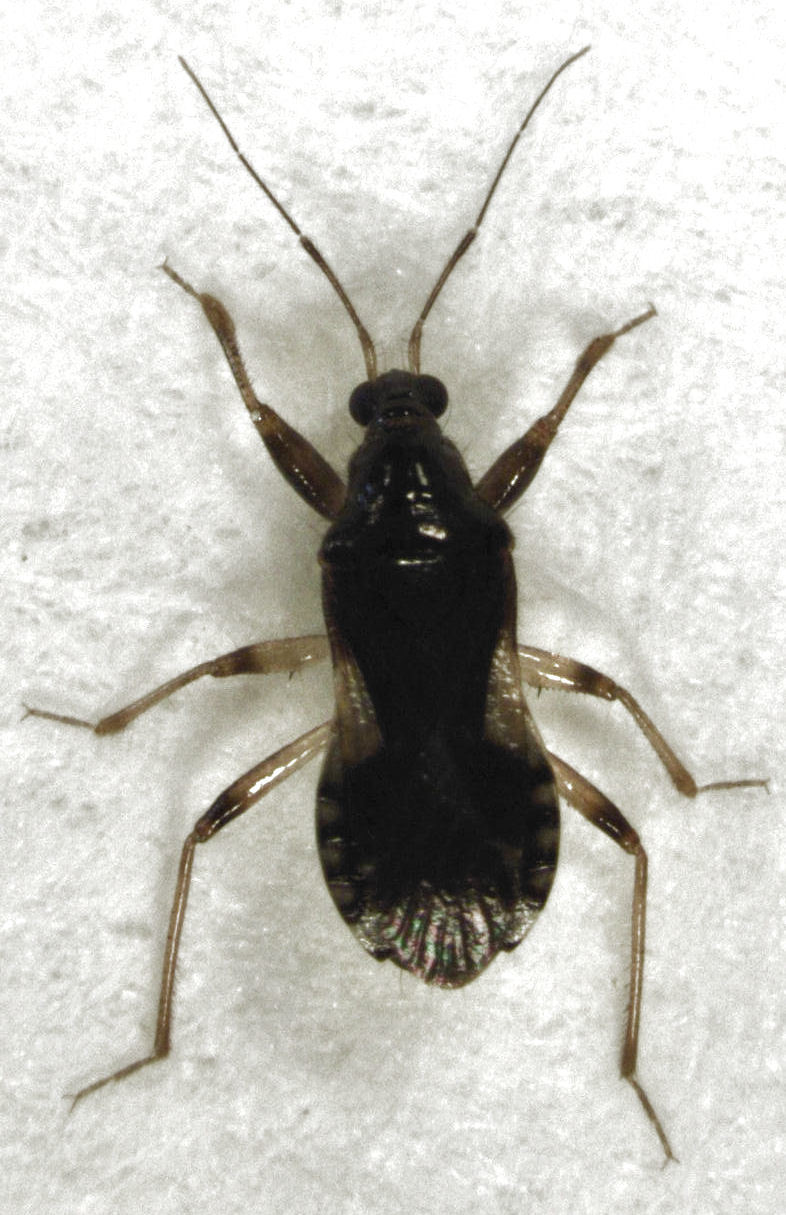
Alloeorhynchus myersi

Prostemmatinae – podrodzina pluskwiaków z podrzędu różnoskrzydłych i rodziny zażartkowatych. Rozprzestrzeniona jest kosmopolitycznie.

## Morfologia
Pluskwiaki te zwykle osiągają średnie rozmiary, rzadko przekraczając 10 mm długości ciała. Połysk ich oskórka jest silny, niekiedy metaliczny. Ubarwienie mają ciemnobrunatne z żółtawym nakrapianiem lub występuje czerwono-czarne ubarwienie ostrzegawcze. Powierzchnię półpokryw, odwłoka i spodu ciała porastają krótkie, przylegające lub półwzniesione włoski. Owalna głowa zaopatrzona jest w czułki wyglądające jak pięcioczłonowe wskutek silnego wydłużenia członu wstawkowego (prepedicelitu) między członami pierwszym i drugim. Czteroczłonowa kłujka jest stosunkowo krótka i gruba, sięgająca do pierwszej pary ud. Przedplecze ma zarys podłużny, trapezowaty. Tarczka ma trójkątny kształt i od 1 do 7 par trichobotrii po bokach. Odnóża przedniej pary zwykle mają uda uzbrojone w ząbki lub wyrostki, dzięki czemu pełnią one funkcję chwytną. Odwłok ma szeroką, uniesioną do góry listewkę brzeżną. Przy przetchlinkach na trzecim sternicie występują dołki parastigmalne. Samce mają narząd Ekbloma i do dziesięciu sztywnych szczecinek na tylnych goleniach współpracujących z tymże w rozprzestrzenianiu feromonów. Otwór ich pygoforu położony jest brzusznie lub ogonowo. Samice mają spermatekę w postaci robakowatego gruczołu oraz lancetowate pokładełko.

## Ekologia i występowanie
Zarówno osobniki dorosłe jak i ich larwy są drapieżnikami polującymi głównie na innych przedstawicieli pluskwiaków różnoskrzydłych. Występuje u nich zaplemnienie hemoceliczne. Nasienie może być wprowadzane do pochwy i stamtąd migrować przez hemocel do jajników lub być wstrzykiwane bezpośrednio do hemocelu dzięki przebiciu ściany pochwy wierzchołkiem prącia lub przy użyciu mesospermalege (zaplemnienie urazowe). W rozwoju pozazarodkowym występuje pięć stadiów larwalnych.
Podrodzina kosmopolityczna. Spośród zaliczanych do niej plemion Prostemmatini mają zasięg kosmopolityczny, a Phorticini pantropikalny. W Polsce rodzinę reprezentują dwa gatunki: klęśnik metaliczny i klęśnik czerwonoudy (zobacz: zażartkowate Polski).

## Taksonomia i ewolucja
Takson ten wprowadził w 1890 roku Odo Reuter. Dzieli się go na dwa plemiona i sześć rodzajów.
- plemię: Phorticini Kerzhner, 1971
  - Phorticus Stål, 1860
  - Rhamphocoris Kirkaldy, 1901
- plemię: Prostemmatini Reuter, 1890
  - Alloeorhynchus Fieber, 1860
  - Pagasa Stål, 1862
  - Prostemma Laporte, 1832
- plemię: incertae sedis
  - †Cretanazgul Garrouste et al., 2019

Zapis kopalny Prostemmatinae zaczyna się w cenomanie w kredzie, z którego to okresu pochodzi inkluzja w bursztynie birmańskim należąca do Cretanazgul camillei.